# Darcy Vargas
Darcy Sarmanho Vargas (São Borja, 12 de dezembro de 1895 – Rio de Janeiro, 25 de junho de 1968) foi a esposa de Getúlio Vargas, 14.º e 17.º presidente do Brasil, e a primeira-dama do país por dois períodos. O primeiro sendo em razão da Revolução de 1930, durando 15 anos, entre 3 de novembro de 1930 e 29 de outubro de 1945 e o segundo período foi de 1951 até o suicídio de seu marido em 1954. Antes disso, foi a primeira-dama do Rio Grande do Sul entre 1928 e 1930.
Darcy Vargas tornou-se um exemplo e uma referência para suas contemporâneas, sendo a primeira primeira-dama brasileira a desempenhar funções assistencialistas em virtude de sua preocupação com as questões sociais e assistenciais. Modernizou para a época um papel ativo e de destaque, criando no primeiro governo do marido, mais especificamente em 28 de agosto de 1942, a Legião Brasileira de Assistência, órgão com o objetivo de ajudar as famílias dos soldados enviados à Segunda Guerra Mundial, contando com o apoio da Federação das Associações Comerciais e da Confederação Nacional da Indústria.
As suas obras sociais, bem como a fundação de diversas instituições criadas em sua honra e por ela mesma formam o seu maior legado.

## Vida pessoal e família

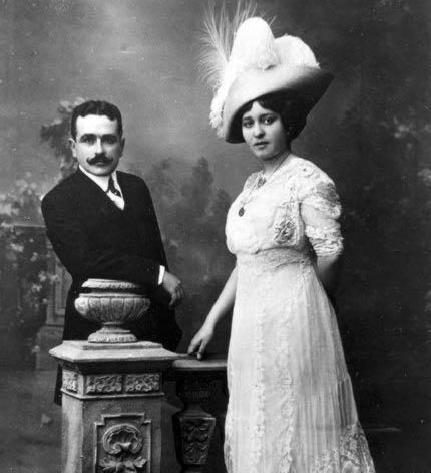
Darcy ao lado de Getúlio, em junho de 1911.

Darcy Sarmanho nasceu em uma família gaúcha de elite. Era a filha mais jovem de Antônio Sarmanho, estancieiro e comerciante, e de Alzira Lima Sarmanho. Entre seus irmãos estava Valder Lima Sarmanho, Oficial da Ordem Militar de Cristo a 20 de Janeiro de 1934.

## Casamento e filhos
Em 4 de março de 1911, aos quinze anos de idade, Darcy casou-se com o então advogado Getúlio Dornelles Vargas, natural da mesma cidade. As meninas, à época, eram criadas desde cedo para o casamento, às vezes interrompendo a vida escolar, o que aconteceu à Darcy. O casal Vargas, nos primeiros seis anos de casamento, teve cinco filhos: Lutero, nascido em 24 de fevereiro de 1912; Jandira, nascida em 23 de abril de 1913; Alzira, 22 de novembro de 1914; Manuel Antônio, 17 de fevereiro de 1916; e Getúlio Filho, nascido em 1917. Sua filha Alzira casou-se com Ernani do Amaral Peixoto, que viria a se tornar interventor e governador no Rio de Janeiro.

### Os adultérios de Vargas
O diário de Getúlio Vargas, que cita mais de 1300 pessoas, menciona uma mulher misteriosa alcunhada de bem-amada, luz balsâmica e encanto da minha vida, por quem declarou estar apaixonado em abril de 1937. A mulher é supostamente a paranaense Aimée Sotto Mayor Sá, que foi esposa de Luís Simões Lopes, chefe de gabinete de Vargas. Aimée significa amada em francês. Os lugares de encontro mencionados são Poços de Caldas e São Lourenço.
Independente de quem fora realmente a bem-amada, o relacionamento durou até maio de 1938 e causou uma crise doméstica entre Getúlio e Darcy Vargas. Em um dado momento do casamento, eles passaram a dormir em camas separadas.
Na mesma época da bem-amada, houve boatos de que Getúlio estava tendo um caso com a poetisa Adalgisa Nery. O próprio Benjamim Vargas, irmão de Getúlio, alertou o presidente de tais rumores; porém, este teria respondido: "Bobagem! Isso é gabolice do Lourival! Ele é que espalha para se gabar!". De acordo com Ivan Nery, filho de Adalgisa, sua mãe e a primeira-dama eram amigas.
A amante mais famosa de Getúlio Vargas foi a jovem atriz Virgínia Lane (1920-2014); eles tiveram um relacionamento que durou mais de dez anos.
Ao longo de todo o diário, Getúlio insinua dezenas de vezes ter tido aventuras extraconjugais passageiras, chamadas de amores mercenários por ele mesmo.

## Primeira-dama do Rio Grande do Sul
Seguindo os padrões da época, enquanto o Getúlio buscava uma atuação cada vez mais incisiva no meio político, Darcy se firmaria como dona de casa, mãe de cinco filhos e esposa à espera do marido em seu retorno. Tornou-se a primeira-dama do Estado do Rio Grande do Sul em 25 de janeiro de 1928 e, como esposa, sempre esteve ao lado de Getúlio nas cenas políticas.

### Legião da Caridade
Como primeira-dama do Estado gaúcho, já havia demonstrado seu compromisso para com a população, através de obras sociais. Criou em Porto Alegre a chamada "Legião da Caridade", em 1930, formada por mulheres da elite gaúcha que ajudavam a produzir roupas e angariar e distribuir alimentos para famílias cujos homens participavam, ao lado de Getúlio, da Revolução.

## Primeira-dama do Brasil

### 1930-1945

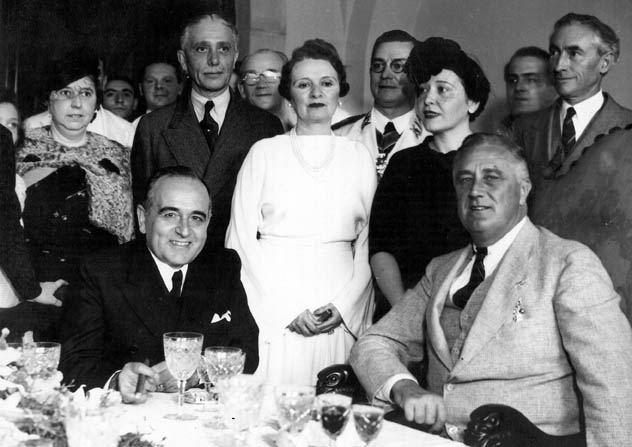
Darcy ao lado do marido e do presidente norte-americano Franklin D. Roosevelt, em 1936.

Nas décadas de 1930 e 1940, a primeira-dama trabalhou no Abrigo Cristo Redentor e criou a Fundação Darcy Vargas em 1938, cujo principal projeto foi a Casa do Pequeno Jornaleiro, a qual atua até hoje no bairro da Saúde educando 300 jovens pobres e cuidando deles.
Em 1936, à convite do embaixador Osvaldo Aranha, Darcy e sua filha Alzira foram convidadas para uma viagem aos Estados Unidos, na qual se realizou num bem sucedido encontro com o presidente e a primeira-dama Franklin e Eleanor Roosevelt em 16 de maio do mesmo ano, tendo sido oferecido um chá em homenagem a esposa e filha do chefe da nação brasileira.
O presidente Vargas e a primeira-dama Darcy, receberam em 1936, o presidente dos Estados Unidos Franklin Delano Roosevelt, acompanhado da esposa Eleanor Roosevelt.
Realizou-se, no dia 27 de dezembro de 1941, na Escola de Pesca Darcy Vargas, na ilha de Marambaia, a distribuição de roupas, brinquedos e gêneros alimentícios aos filhos dos pescadores da Colônia Z1. O ato foi presidido por Darcy Vargas, que chegou pela manhã àquela Ilha, com uma comitiva composta por Romero Estelita e sua esposa Maria de Lurdes Nogueira Estellita, Carlos Drumond de Andrade e a esposa Dolores Dutra de Morais, Isnard de Castro Neves e esposa, Rosa Amélia Jesuina Cavalcanti, esposa de Jesuino de Albuquerque, sr. Emilio Hidal e sua esposa, engenheiro Laerte Brígido e esposa e engenheiro Paulo Fontes. Recebida pelo capitão de fragata Armando Pinto Lima, diretor da Escola Almirante Batista das Neves.
Em fevereiro de 1943, Darcy sofreu a perda de seu filho mais jovem, Getúlio Filho, que morreu de pólio aos vinte e três anos. De luto, afastou-se da presidência da Legião Brasileira de Assistência até outubro daquele ano. Passou a compor álbuns e a coletar recortes de jornais, em memória do filho falecido.

#### Casa do Pequeno Jornaleiro
A primeira-dama criou em 8 de setembro de 1940, a Casa do Jornaleiro, com o objetivo inicial de prestar assistência aos menores que trabalhavam como vendedores de jornais no centro do Rio de Janeiro.
Na noite de 24 de dezembro de 1941, na Casa do Pequeno Jornaleiro, a Fundação Darcy Vargas levou a efeito a Festa do Natal. Darcy foi recebida com uma salva de palmas, sendo conduzida ao auditório, onde se realizou a inauguração do seu retrato a óleo. Em seguida, a esposa do presidente da República conferiu vários prêmios a meninos que mais se distinguiram pelo seu espírito de economia. A distribuição de brinquedos realizou-se, então, com grande alegria . No Refeitório, houve doces, balas, gelados para os pequenos jornaleiros que, encerrando a festa, entoaram o hino ao menino Jesus.

#### Legião Brasileira de Assistência
Após a declaração do ingresso do Brasil na Segunda Guerra Mundial em 1942, a primeira-dama criou a Legião Brasileira de Assistência (LBA). Fundada em 28 de agosto de 1942 para ajudar as famílias dos soldados que participaram da Segunda Guerra Mundial, mas logo se tornou abrangente, com destaque em mães e famílias que viviam na pobreza. Com um estilo inteiramente feminino, a LBA era comandada em cada Estado, pelas esposas dos governadores e, consequentemente, pelas esposas dos prefeitos. A partir de então, todas as primeiras-damas do país assumiam a presidência de honra da Legião Brasileira de Assistência.
Darcy e outras mulheres, através de campanhas na imprensa, conseguiram popularizar a Legião Brasileira de Assistência, e milhares de mulheres voluntárias inscreveram-se nos cursos do órgão. Algumas foram preparadas para atuar na proteção da população caso houvesse bombardeio; outras foram encarregadas de ensinar às donas de casa a prática da economia de alimentos; as socorristas samaritanas responsabilizavam-se pelo atendimento de enfermagem; e legionárias da costura produziam materiais médico-hospitalares e roupas para os soldados. Havia também outros tipos de serviços, como a organização da biblioteca do combatente (pelas madrinhas).

### 1951-1954
Durante a grande seca no início da década de 1950, Darcy visitou os Estados do Nordeste, principalmente Natal, João Pessoa e Recife, que foram os mais atingidos, com o objetivo de viagem conhecer as necessidades que se sucedem e procurar ajudar os flagelados. Na capital Pernambucana, Darcy Vargas, que era presidente da Legião Brasileira de Assistência, se fez acompanhada por sua comitiva, como Lorival Fontes, o ministro do Trabalho, Indústria e Comércio do Brasil Napoleão de Alencastro Guimarães, Maria Espínola Castro, Elisa Teixeira, João Batista Monteiro, Fernando Mineira e Oton Mota Santos. Um dos feitos daquela época foi a doação de cheques realizados à instituições pela simples simpatia por que a primeira-dama passava. A primeira-dama promoveu a aquisição de toneladas de leite em pó dos Países Baixos para a população infantil e, graças à ajuda de empresas privadas, obteve o meio de transporte gratuitamente.

Darcy e María Delgado de Odría, primeira-dama do Peru, em 1953.

Em retribuição aos cumprimentos de boas vindas que Darcy Vargas ofereceu no Aeroporto Santos Dumont, na mesma ocasião em que o presidente Getúlio Vargas recebia o presidente do Peru, Manuel Artuto Odría, a primeira-dama peruana Maria Delgado de Odría esteve no Palácio do Catete, na tarde do dia 26 de agosto de 1953 em visita a primeira-dama do Brasil. A esposa do presidente do Peru chegou acompanhada de Ana Apodias Rao, esposa do ministro das relações exteriores, Vicente Rao, e da embaixatriz peruana Rosa Moreyra y Paz-Soldán, sendo recebida por Darcy Vargas, Alzira Vargas e pela embaixatriz Adalgisa Nery. No salão de honra do Palácio, a primeira-dama peruana e mulheres de sua comitiva foram apresentadas às esposas de todos os ministros de Estado e dos membros dos Gabinete Civil Militar e nessa oportunidade foi oferecida uma taça de champagne.
Darcy adquiriu, por doações, na Alemanha, o primeiro hospital volante, promovendo ainda, assistência necessária as vítimas das enchentes do rio Amazonas, em 1953.
Mesmo após o suicídio de Vargas, ela continuou trabalhando na Fundação.

## Morte
Dona Darcy Vargas faleceu às 8 horas do dia 25 de junho de 1968, aos setenta e dois anos de idade (mesma idade em que Getúlio Vargas cometeu suicídio).
Seu corpo, após o velório na capela da Casa do Pequeno Jornaleiro, foi enterrado no Cemitério São João Batista, no Rio de Janeiro, próximo à lápide de Getúlio Vargas Filho, conforme seu desejo.

## Representações na cultura
- Foi interpretada pela atriz Clarisse Abujamra no filme Getúlio, em 2014.[20]
- Em 2022, na telenovela Além da Ilusão, da TV Globo, foi interpretada pela atriz Ana Carolina Rainha.[21]